# Скаржиско-Каменна (станция)
Скаржиско-Каменна (пол. Skarżysko-Kamienna) — пассажирская и грузовая железнодорожная станция в городе Скаржиско-Каменна, в Свентокшиском воеводстве Польши. Имеет 4 платформы и 6 путей.
Нынешняя станция Скаржиско-Каменна была построена под названием «Бзин» в 1885 году на линии Ивангородо-Домбровской железной дороги (Ивангород — Радом — Бзин — Сухеднев — Кельцы — Хенцины — Мехов — Вольбром — Олькуш — Славков — Домброва) с шириной русской колеи, когда эти области были в составе Царства Польского.
Названия станций изменились: Бзин с 1885 года, Скаржиско с 1896 года, нынешнее название с 1927 года.